# Cantó de Fresnes-en-Woëvre
El cantó de Fresnes-en-Woëvre és un cantó francès del departament del Mosa, situat al districte de Verdun. Té 32 municipis i el cap és Fresnes-en-Woëvre.

## Municipis
- Avillers-Sainte-Croix
- Bonzée
- Combres-sous-les-Côtes
- Dommartin-la-Montagne
- Doncourt-aux-Templiers
- Les Éparges
- Fresnes-en-Woëvre
- Hannonville-sous-les-Côtes
- Harville
- Haudiomont
- Hennemont
- Herbeuville
- Labeuville
- Latour-en-Woëvre
- Maizeray
- Manheulles
- Marchéville-en-Woëvre
- Mouilly
- Moulotte
- Pareid
- Pintheville
- Riaville
- Ronvaux
- Saint-Hilaire-en-Woëvre
- Saint-Rémy-la-Calonne
- Saulx-lès-Champlon
- Thillot
- Trésauvaux
- Ville-en-Woëvre
- Villers-sous-Pareid
- Watronville
- Woël

## Història
| Data d'elecció                           | Identitat         | Partit                               | Qualitat |
| ---------------------------------------- | ----------------- | ------------------------------------ | -------- |
| 1945-1958                                | M. Mangin         | Divers gauche, després Divers droite |          |
| 1958-1976                                | Henri Dory        | Divers droite                        |          |
| 1976-1998                                | Louis Mourot      | CD, després UDF                      |          |
| 1998-2001                                | Gérard Longuet    | UDF-PRIL                             |          |
| 2001-2008                                | Régine Trompette  | Divers droite                        |          |
| 2008-                                    | Jean-Marie Cousin | MoDem                                |          |
| les dades anteriors no són pas conegudes |                   |                                      |          |
|                                          |                   |                                      |          |

## Demografia
| A partir de 1990: Població sense dobles comptes |